# 行列のできる芸能人通販王決定戦
『行列のできる芸能人通販王決定戦』（ぎょうれつのできるげいのうじんつうはんおうけっていせん）は、日本テレビで放送されている通販をテーマにしたバラエティの特別番組である。

## 概要
『行列のできる相談所』の兄弟番組。「タレントが通販をやったら売れるのか?」をテーマに、芸能人自らがセレクトした商品を実際の通販番組で宣伝し、その売上げを競う。『行列』のスピンオフのため、一部の出演者やセットを流用している。
島田紳助が引退した影響で2011年5月の放送を最後に休止していたが、2012年11月に1年半ぶりに復活した。

## 出演者

### 司会
- 所長：東野幸治
- 秘書：松本志のぶ

#### 過去の司会
- 所長：島田紳助
- 秘書：西尾由佳理（当時日本テレビアナウンサー）

### 史上最強の通販軍団
- KABA.ちゃん
  - 『気になる通販ランキング ポシュレデパート深夜店』を勤めている店長（司会者）。第3回では自らプレゼンをして司会の座を死守した。第8回まで出演。
- 遼河はるひ
  - 『気になる通販ランキング ポシュレデパート深夜店』の後番組『ポシュレモダンモール』の司会。第9回に出演。
- 芳子ビューエル
  - 通販のメカニズムを知る通販コンサルタント。第1回 - 第3回に登場。
- 橋本和恵
  - 自ら、通販番組で様々なプレゼンし、大ヒット連発する通販コンサルタント。第4回・第5回・第9回に登場。
- 大原鶴美
  - これまでに10万人以上の営業マンや通販プレゼンテーターを指導しているカリスマトレーナー。自身もＴＶ通販で「5分間に1,400万円」の売上記録を持つ。第6回に登場。
- 筒井亥彦
  - 「売り上げを一番真剣に気にしている」日本テレビ通販事業部プロデューサー。1970年生まれ。通称「赤メガネ」。第5回では自らプレゼンをして、優勝した。現在30代で離婚歴あり。紳助からバツイチの事をネタにされ「経済力あります。興味を持ったらこの電話番号に」といじられた。

### ナレーター
- 平野義和
- 清水秀光
  - 2010年10月27日 - 31日「ポシュレD深夜店」のナレーションも兼任した。

### 審査方法
- 芸能人出演者が『気になる通販ランキング ポシュレデパート深夜店』（NTV・関東ローカル）にてプレゼンテーションし、商品をアピールする。放送後の売り上げ（1セットあたりの値段×注文セット数）を競う。売上金発表時は『開運!なんでも鑑定団』(テレビ東京)のように金額を一の位から発表され￥マークが出たところで終了。
  - 本放送は深夜2:30頃～4:00(土日は5:30頃終了)の放送だが、放送時間の考慮もありPCや携帯等で24時間受付での合計でも勝負する。

賞罰
- 優勝者は紹介された商品の中から好きな商品3品を贈呈(最近は表示のみの発表になっている)。
- 最下位には罰ゲーム（第1回ではスクワット100回、第2回～第5回はディナーショー強制出演、第6回は「今月の給料」「嫌いな芸能人」など非常にきついサイコロトーク）が課せられる。

## 放送内容

### 第1回
- 2008年11月13日19:00 - 20:54（モクスペ枠）で放送された。

| 順位   | プレゼンター・販売商品                                               | 概要 | 売上        |
| ------ | -------------------------------------------------------------------- | --- | ----------- |
| 1      | ギャル曽根 グルメセット ￥8,800                                      | 大食い女王が、厳選したごはんに会うオカズの通販限定、詰め合わせセット。 「三陸海宝漬」「生牡蠣キムチ漬け」「山形のだし」「はさみ漬け」の4品。                              | 276万3200円 |
| 2      | FUJIWARA ゆずドリンク「ごっくん馬路村」 30本セット￥3,600            | 紳助局長推薦の柚子ドリンク。ギャグ連発して注意を喰らったものの、最終的に2位にランクイン。                                                                                 | 67万3200円  |
| 3      | ISSA ショッカー首領時計 ￥27,000                                     | 仮面ライダーに登場するショッカーのシンボル、鷲をモチーフにした壁かけ時計。 特典として「毎時、首領 (納谷悟朗) の声が時刻を告げる」「シリアルナンバー証明書付き」をつけた。 | 65万1000円  |
| 4      | 六平直政 家庭用陶芸窯セット ￥198,000                                | 自宅で手軽に陶芸をすることができる窯のセット。深夜の通販にもかかわらず3セット売り上げた。                                                                                 | 59万4000円  |
| 5      | ボビー・オロゴン カスタードプディングセット ￥8,800                  | 全国に数ある「御当地プリン」の中から、特に人気の高い北海道・東北のプリン4種類。                                                                                           | 58万9600円  |
| 6      | 東貴博 高級トイレットペーパー「Renova」 6色￥13,125 3色￥7,875       | バージンパルプ100％使用等の品質にこだわりのあるトイレットペーパー。 | 41万2125円  |
| 7      | 島田洋七 バーチャル愛犬「ガードワン」 ￥9,975 シュレッダーバサミ付属 | 人が来ると犬の吠える鳴き声がしたり、パトカーのサイレンがする防犯グッズ。                                                                                                  | 39万9000円  |
| 8      | 麻木久仁子 こだわり醤油セット ￥2,700                                | 「卵かけご飯醤油」「カレー醤油」「アイスクリームにかける醤油」の3品。 100セット以上は売れたが、8位にとどまった。                                                          | 29万9700円  |
| 9      | 狩野英孝 木製キーボード 木製マウス&木製ストラップ ￥50,400           | 購入特典として「名前をレーザーで刻印」「木製のマウス」「木製の携帯ストラップ」付き。                                                                                      | 25万2000円  |
| 10     | 里田まい バラ風呂 ￥4,800                                            | バラの花びらを湯船に浮かべて素敵なバスタイムを過ごすことができる。 | 18万2400円  |
| 最下位 | 髭男爵 グリーンカプセル 2個セット￥3,150                             | 携帯ストラップにも利用出来る「世界一小さい菜園」。 | 12万9150円  |

罰ゲーム
スクワット100回。スタジオの観客の帰り支度の最中、ボビーの監視の下行われた。

### 第2回
- 2009年3月15日15:30 - 16:25に放送された。

変更点
- この回より週末の午後に放送。プレゼンは9組に減少。
- また、番組の最終コーナーにて西尾アナによる｢番組からのお知らせ（ディナーショー以外の商品告知）｣も追加。

最終結果
| 順位   | プレゼンター・販売商品                                                    | 概要 | 売上        |
| ------ | ------------------------------------------------------------------------- | --- | ----------- |
| 1      | ギャル曽根 グルメセット第2弾 ￥8,800                                      | 大食い女王が、厳選したごはんに会うオカズの通販限定、詰め合わせセット。 「三陸ウニ海宝漬・黄金のウニみそ」「沖縄の味 黒豚角煮」「銘太3点セット(いか・つぶ貝・えび)」の3品。 | 779万6800円 |
| 2      | 益若つばさ 女優ミラー フリルポーチセット￥5,500 ミラーケースセット￥4,400 | 鏡にLDライトがついている。更に通販限定で益若のデコレーション版の同商品が追加される。                                                                                       | 483万6700円 |
| 3      | 田山涼成 カーナビ「マップラス」 ￥39,800                                  | 機動戦士ガンダム・アムロ・レイの古谷徹を起用したナビ。 通販限定としてルパン三世・峰不二子の増山江威子の音声も収録。                                                        | 481万5800円 |
| 4      | ゴスペラーズ（北山陽一、黒沢薫、酒井雄二） PON カレーセット ￥3,980       | カレー好きな黒沢が素材からプロデュースした「チキン」「ポーク」「ホワイト」「キーマ」のレトルトカレー。 本来はコンサート限定販売商品。                                      | 300万8880円 |
| 5      | FUJIWARA バストパッド 「グラビアート」 ￥5,040                            | ブラジャーの内側に装着するだけで、バストアップするバストバット。 | 165万8160円 |
| 6      | 有吉弘行 ドリームディナーショー ￥20,000 100名限定                        | 出演者のライブを見ながら吉野建シェフ制作の高級フレンチスペシャルコースをいただく。 これ以降は出演者の1人がプレゼンし、最下位が強制出演となる「罰ゲーム」となっている。     | 108万円     |
| 7      | オリエンタルラジオ 綾波レイ等身大フィギュア ￥430,000                     | 造形集団・秋山工房製作、新世紀エヴァンゲリオン・貞本義行監修 によるオーダーメイド等身大フィギュア。                                                                        | 86万円      |
| 8      | 若槻千夏 こだわりロールケーキ セット ￥5,280                              | 「ティラミスロールケーキ」「パンキンモンブランロール」「パンダロール」の3品。                                                                                              | 72万8640円  |
| 最下位 | 東貴博 ヒーレスウォーカー ￥12,800                                        | 履くだけで人間本来の正しい歩き方が自然にできる運動靴。 | 48万6400円  |

罰ゲーム
「芝パークホテル　桜の間」にて「ドリームディナーショー」にスペシャルゲストとして出演

### 第3回
2009年11月8日14:30 - 16:30に放送。
今回はポシュレ司会者のKABAちゃん（条件として上位5位以内に入らないとポシュレ降板）と紳助局長もプレゼンに参加した。（紳助は以降の回も参加）
最終結果
| 順位   | プレゼンター・販売商品 | 概要 | 売上        |
| ------ | --- | --- | ----------- |
| 1      | 有吉弘行 高野本店 甘ったれうどん&甘ったれんなうどんオリジナルセット ￥4,800                                                                 | 商品説明は商品製造元・高野本店高野健社長にて宣伝。 また、「甘ったれんなうどん（ごまだれうどん）」のパッケージには新選組リアンを掲載。                                          | 807万3600円 |
| 2      | ギャル曽根 ギャル曽根グルメセット第3段 ￥8,800                                                                                              | 大食い女王が厳選したごはんに会うオカズの通販限定詰め合わせセット。 「銘太DX(タラバガニ、ホタテ、数の子、イクラを合わせた新作)」「豚肉の味噌煮込み」「鯛味噌さんしょう」の3品。 | 286万円     |
| 3      | 小森純 角質ケアアイテム「ベビーフットシトラス」 ￥4,800                                                                                     | 塗ると足の裏の古い角質が剥がれて、ツルツルスベスベの足裏になれる商品。 | 131万400円  |
| 4      | KABAちゃん 特選釜飯セット ￥6,600 | 司会者の意地とプライドをかけ自らプレゼン。「トラフグ」「松阪牛」「伊勢海老」と高級食材を使用した釜飯。                                                                         | 108万2400円 |
| 5      | 彦摩呂 深夜の贅沢ごほうび飯セット ￥8,800                                                                                                   | 「イベリコ豚丼」「牛タンバター丼」「フォアグラと阿波尾鶏の贅沢丼」の3品。 | 101万2000円 |
| 6      | 島田紳助・須藤元気 戦国武将甲冑 直江兼続モデル￥1,200,000 真田幸村モデル￥1,000,000 伊達政宗モデル￥800,000 千両箱＆小判100枚セット￥88,000 | 職人が手作業で作る通販限定新作。 | 88万8000円  |
| 7      | 磯野貴理 “コレッ貴理”ディナーショー ￥20,000 100名限定                                                                                      | 前回の罰ゲームを見て、あんな御茶濁しをしたくないつもりで開催。しかし35セットにとどまり紳助に叱られた。                                                                         | 86万円      |
| 8      | 中孝介 奄美セット ￥3,980 | 「あまみ黒糖生キャラメル」と「純黒糖みつ」のセット。 | 80万7940円  |
| 最下位 | チュートリアル 『サクラコミックス』 ￥58,000～                                                                                              | チュートリアル、KABAちゃんをモデルに描いた漫画を紹介。 | 24万6800円  |

罰ゲーム
芝パークホテルにて「“コレッ貴理”ドリームディナーショー」に出演。
最下位のチュートリアルの他、紳助から参加を命じられた中、同じくMCを命じられた有吉まで加えられた。
またこのライブには高野本店株式会社高野健社長夫妻やスタジオ観覧の人々も加わり、合計43人となった。

### 第4回
2010年3月14日15:30 - 17:25に放送された。
最終結果
| 順位   | プレゼンター・販売商品                                                                                               | 概要 | 売上        |
| ------ | --- | --- | ----------- |
| 1      | 若槻千夏 若槻千夏オリジナルブランドw?c福袋 ￥10,000                                                                  | 「めちゃモテ・ガーリーセット」「ゆるかわ・ボーイッシュセット」(色違いの2パターン)のオール新作の限定品福袋。 番組初の1000万円超えを達成。 | 3717万円    |
| 2      | 里田まい ヘアアクセサリー スウィンキー2個＋ミニスウィンキーセット ￥3,990                                            | シチュエーション別のヘアアレンジができる商品。 | 350万7210円 |
| 3      | ギャル曽根 グルメセット ￥8,800                                                                                      | 彼女が、厳選した通販限定詰め合わせセット第4弾。 初のTV通販となる「肉のたかさご」より「やき豚」「中華三枚（豚バラ肉）」「やき豚フレーク」、「雲丹めかぶ」「すじ玉丼」の5品。 | 259万600円  |
| 4      | ヨンア ヨンアおすすめ韓国グルメセット ￥5,800                                                                        | 自ら厳選した本場韓国「サムゲタン」「韓国農協の白菜キムチ」「ブルダッ（激辛鶏肉料理）」のセット。 | 194万8800円 |
| 5      | 狩野英孝、小島よしお率いる「花盛り芸人2010」 今年も嵐を巻き起こす花盛り芸人ドリームディナーショー ￥20,000 100名限定 | 売上は過去4回の中で売り上げ最高額となった。 | 140万円     |
| 6      | 武田修宏 家事楽々3点セット ￥4,980                                                                                   | いまだ独身のため自ら家事をこなす武田が厳選した3点セット。 | 79万6800円  |
| 7      | U字工事 うみなかみるぞう君 ￥39,800 (通常本体は￥69,800)                                                             | 釣りの御供に海中を見たり、録画も出来る釣竿付き水中カメラ。 | 47万7600円  |
| 8      | 島田紳助・彦摩呂 来来亭手作りラーメンセット 5食セット・￥3,250 10食セット・￥6,500                                   | 「来来亭」と同じ材料を使いたっぷりと時間を掛け、本格的なラーメンを一から自宅で作るラーメンセット | 45万1750円  |
| 最下位 | 有吉弘行 動物ペンダント プラチナ￥200,000(18Kペンダント￥100,000)                                                    | 亡きペットの生前の姿形を造形デザイナーが製作した〝ペットの遺骨〟を密封し、肌身離さず身につけることが出来る世界にたった1つだけのメモリアルグッズ』。 深夜の通販番組で高額だったこともあり、シルバープレート付きディスプレイ台や高野食品「甘ったれうどん12人前6袋」のオマケもつけたものの紳助局長、西尾アナ、スタジオの観客や他の出演者から共感も得られず最下位に。 | 40万円      |

罰ゲーム
芝パークホテルにて「ドリームディナーショー」に出演(同年2月26日に、同特番収録の後開演した)。
他の出演者はダンディ坂野、髭男爵、ジョイマンの計5組。それぞれ新ネタを披露した。
2回連続優勝のギャル曽根は「チャンピオンになれなかったら罰ゲーム」と自ら宣言したが3位に終わり、ディナーショーに出演。ステージ上で小島のネタを本人と一緒に披露した。また、最下位の有吉も3回連続出演が決定し、「白い雲のように」を熱唱した。

### 第5回
2010年11月14日15:30 - 17:25に放送された。
最終結果
| 順位   | プレゼンター・販売商品                                                                                                  | 概要 | 売上         |
| ------ | --- | --- | ------------ |
| 1      | 筒井亥彦 ポシュレ限定キッチンまるごとリフォームサービスガスコンロタイプ 398,000円（便利な分割払いあり） 平均670,000円。 | 筒井Pが満を持しての登場。工事は1日半で終了し、標準取り付け工事費・配送費・撤去費は当社負担。 | 1751万2000円 |
| 2      | 有吉弘行 高野食品「甘ったれうどん」シリーズ最新スペシャルセット 4,800円                                                 | 「甘ったれうどん」「甘ったれんな!!うどん（坦々麺風）」の2品に新作「じゃじゃJAジャン（仙台味噌100%の肉味噌に細麺）」を追加。 | 1176万円     |
| 3      | 佐藤かよ ふわふわマルチストール全5色(パープル、ブラック、ベージュ、ブラウン、ピンク)セット 3,990円                      | 自由自在に形に変えられ、その日の洋服や気分で1枚で何通りものアレンジが出来る御洒落アイテム。 | 645万5820円  |
| 4      | ギャル曽根 訳あり3大ガニ＆海の幸3点セット 6,980円                                                                       | 訳ありガニとは水揚げや輸送の際に足が欠けたり、少し形が悪いカニのこと。彼女自ら北海道函館の名店・北村水産（2008年の絵画チャリティーオークションでの高額落札者。）に出向いて自ら商品交渉し、タラバガニ、ズワイガニ、毛蟹の三大蟹の他イカ、ボタンエビ、イクラの醤油漬けも追加された。 | 318万9860円  |
| 5      | 山里亮太(南海キャンディーズ) 全国御当地食べるラー油セット 税込価格：3,980円                                             | 北海道・ラーカリー」「長野県・ピリ辛ラー油野沢菜」「兵庫県・神戸牛の食べるラー油」「福岡県・博多辛子明太子食べるラー油」「群馬県・下仁田ネギ入りにんにくラー油」のセット。 | 154万8220円  |
| 6      | 阿部祐二 消火ボトル「サット119エコ」 ＆天ぷら火災消火パック3つ 5,980円                                                  | 火元に投げ入れるとボトルの中の炭酸ガスとアンモニアガスが発生。そのガスが炎の周りに膜を作り酸素を遮断して鎮火する消火剤 | 123万1880円  |
| 7      | 島田紳助・前川慎吾(かりゆし58) 海の種珊瑚の移植                                                                         | エキシビジョン通販。 沖縄を愛する2人がサンゴ礁復活のための寄付金の呼びかけ。また金城浩二のドキュメントも発表した。これは映画「てぃだかんかん」（主演・岡村隆史）で映画化されている。                                                                                               | 89万6000円   |
| 8      | Wコロン 「Wコロンなぞかけディナーショー」 ￥20,000 100名限定                                                            | 恒例のディナーショー。今年急上昇のコンビながら歴代赤字決済記録をマークして筒井Pを困惑させてしまった。 | 68万円       |
| 最下位 | 渡部建(アンジャッシュ) 松阪豚セット ￥158,000                                                                           | 三重県松阪市、山越畜産で年間5,000頭しか流通しない良質な松阪豚をポシュレでは塩胡椒で味付けした肉をまるまる1頭分のセットにしたもの。しかし紳助局長から厳重警告の末、最下位に。 | 47万4000円   |

罰ゲーム
芝パークホテルにて「Wコロンなぞかけディナーショー」に出演。
前川慎吾は紳助に頼まれディナーショーに参加。持ち歌「アンマー」を披露した。
最下位の渡部建はステージ上で一発芸を披露。

### 第6回
2011年5月29日14:30 - 16:30に放送された。

### 第7回
2012年11月11日15:30 - 17:25に放送された。
第5回・第6回と連続して最下位だった渡部建が、電動アシスト自転車を紹介して優勝した。

### 第8回
2014年3月2日15:25 - 17:20に放送された。
最終結果
| 順位   | プレゼンター・販売商品                                             | 概要 | 売上                  |
| ------ | ------------------------------------------------------------------ | --- | --------------------- |
| 1      | 河北麻友子 ベビリスプロ ミラカール 19,800円                        | 自動で髪を巻いてくれるヘアーアイロン。                                                                                | 617万7600円 （312件） |
| 2      | 坂上忍 足快バスマット 5,500円                                      | 珪藻土で作られた、速乾性に優れたバスマット。                                                                          | 328万3500円 （597件） |
| 3      | 博多華丸・大吉 福岡グルメ ご飯のお供スペシャル3点セット 4,980円    | 「銀だらみりん」「鮭明太」「梅の実ひじき」の3点セット。                                                               | 250万4940円 （503件） |
| 4      | 渡部建（アンジャッシュ） 東西ナンバーワン 豚肉グルメセット 7,980円 | 東京・佃「肉のたかさご」のやき豚、大阪・「Noix de Coco」のフレンチ角煮の2点セット。                                   | 172万3680円 （216件） |
| 5      | 太川陽介 日帰りバスツアー 10,000円                                 | イチゴ狩り→深大寺にある太川行きつけのそば屋で昼食→吉祥寺で食べ歩き→この番組を観覧、という行程。途中で太川も参加する。 | 150万円 （150件）     |
| 6      | 岸博幸 無重力チェア・グラビティ 298,000円                          | 4段階の姿勢が取れるノルウェー製のバランスチェア。今回の最高額物件。                                                   | 149万円 （5件）       |
| 7      | レジェンド松下 特選お掃除セット 9,980円                            | 掃除機の交換用ヘッド「ミラクルジェット2」と、汚れを落とすクロスの「パルスイクロス」の2点セット。                      | 102万7940円 （103件） |
| 最下位 | 林家木久扇・今井華 極上ふわとろスイーツ3種類セット 4,980円         | 「ふわとろチーズココ」「半熟カステラ」「レーズンチーズ半熟チーズケーキ」の3点セット。                                 | 61万2540円 （123件）  |

罰ゲーム
番組観覧に来た太川陽介日帰りバスツアーの客を握手しつつ見送り。従来の罰ゲームに比べて大幅に簡略化された。

### 第9回
2015年3月1日15:25 - 17:20に放送された。
最終結果
| 順位 | プレゼンター・販売商品                               | 概要 | 売上                 |
| ---- | ---------------------------------------------------- | --- | -------------------- |
| 1    | 坂上忍 高級バスリフォーム 2580000円                  | 浴室用32型液晶テレビ、肩湯・打たせ湯用ユニット付き浴槽に加え、浴室・脱衣室のリフォームまでセットになった、番組史上最高額の商品。 | 14280000円 （6件）   |
| 2    | レジェンド松下 お掃除２点セット 3266円               | 強力水垢洗剤「茂木和哉」・瞬間油汚れ洗剤「なまはげ」のセット。                                                                   | 4624656円 （1416件） |
| 3    | 草野仁 オーダーメイド枕 27500円                      | 床面からの理想的な高さに合わせてオーダーメイドで作られる枕。（腰枕つき）                                                         | 4152500円 （151件）  |
| 4    | 西川史子 siroca 全自動コーヒーメーカー 9980円        | 自動で豆を挽いてコーヒーを淹れるコーヒーメーカー。                                                                               | 3502980円 （351件）  |
| 5    | 大渕愛子 モンデールヘッドスパ iD3X 27000円           | 頭にかぶってヘッドスパのような効果が得られる健康器具。                                                                           | 2754000円 （102件）  |
| 6    | 丸岡いずみ 歌舞伎フェイスパック 4100円               | 歌舞伎の隈取りが表面に施されたフェイスパック。                                                                                   | 1635900円 （399件）  |
| 7    | アンジャッシュ 自分へのご褒美グルメ３点セット 8500円 | 「山形牛の生ハム」「伊勢エビのクリームスープ」「贅沢チーズケーキ」の３点セット。                                                 | 1207000円 （142件）  |
| 8    | 鈴木奈々・ねば〜る君 茨城特産３点セット 5200円       | 「元祖しょぼろ納豆漬」「トロっとチャーシュー一本巻き」「イチゴの生チョコレート」の３点セット。                                   | 1180400円 （227件）  |

罰ゲーム
嫌いな芸能人（ねば〜る君は嫌いなゆるキャラ）を発表させられた。

### 第10回
最終結果
罰ゲーム

## スタッフ
第12弾（2019年3月16日放送分）
- 総合演出・企画：髙橋利之
- コンセプト：石原健次（第11弾は構成兼務）
- 構成：杉山奈緒子（第11弾は作家）
- TM：小椋敏宏
- SW：米田博之
- カメラ：中村佳央
- 音声：藤岡絵里子
- VE：八木一夫
- 照明：小笠原雅登
- 編集：西井一浩
- MA：山田謙一
- 音効：小平英司
- 美術：栗原和也
- デザイン：波多野真理
- マルチ：ジャパンテレビ
- TK：矢島由紀子
- デスク：宮城知代
- リサーチ：羽柴千晶、高木洋志、梶谷翔平
- 演出補：池田日向、小川裕香里、岡崎奎人、西脇未樹、橋詰晃、西戸裕太郎、佐々木后里、島和樹
- AP：木下麗、今野舞紀、稲積桃花、大竹ゆうこ
- 技術協力：日テレ・テクニカル・リソーシズ、スタジオヴェルト
- 美術協力：日テレアート
- CG：キャニットG
- MD：針ヶ谷由里、山口光一、竹内康人、佐分利貴子、渡邊佳代子、宇井悠
- ディレクター：池田修大、小倉卓、坂上祐生、佐藤智之、中野貴文、福永勇樹、武藤利治、井谷光太郎
- 演出：大楽和也
- プロデューサー：齊藤尚宣、杉山直樹（杉山→第11弾がAP）、渡邊文哉／栄永英幸、輿石将大、池田桂子、椿有貴
- 統括：柴田裕次郎
- チーフプロデューサー：横田崇
- 制作：面高直子
- 制作協力：Passion、G-yama（G→第12弾）、AX-ON
- 製作著作：日本テレビ

### 過去のスタッフ
- VE：佐久間治雄（第11弾）
- 編集：森田智之（第11弾）
- MA：古谷栄美（第11弾）
- 演出補：樫尾魁、稲生有香、五十棲崇之、丸田哲也、増田行玖、田中健太、植田良樹、武田恭兵、菅朱香、横内友祐
- AP：竹内加奈子、向井美科、佐藤誠子
- MD：井関和則、村上早苗、児玉由美子
- ディレクター：間篠高行、須藤将太、鶴巻昌宏、築地敦史、扇畑亘、神戸謙太郎
- プロデューサー：鬼丸尚、里村匡史、岩下英恵／向山典子
- 統括：小塩真奈
- チーフプロデューサー：梅原幹→松岡至→菅賢治→福田博之→田中宏史→松岡至→糸井聖一
- 制作協力：いまじん